# ルイーセ・アウグスタ・ア・ダンマーク
ルイーセ・アウグスタ・ア・ダンマーク（Louise Augusta af Danmark, 1771年7月7日 - 1843年1月13日）は、デンマーク王女で、アウグステンボー公フレデリク・クリスチャン2世の妃。公式にはデンマーク王クリスチャン7世と王妃カロリーネ・マティルデの娘とされたが、実際には侍医で事実上の摂政であったフリードリヒ・ストルーエンセが父親であったと広く認められている。この出生から彼女は時に「小ストルーエンセ」（フランス語：La petite Struensee）と呼ばれることもあった。

## 生涯
ルイーセ・アウグスタはデンマーク、現在のハアスホルム（Hørsholm）のヒアスホルム宮殿（Hirschholm Slot）で生まれた。ルイーセは父方の祖母（イギリス王ジョージ2世の娘ルイーズ）、アウグスタは母方の祖母（ウェールズ公妃オーガスタ）の名前から取られた。
1772年1月17日、王権強奪のかどでストルーエンセが逮捕、処刑され、母カロリーネ・マティルデ王妃が宮廷からドイツに追放されると、彼女はユリアーネ・マリー王太后の監視の下で3歳年上の兄フレデリク王太子と一緒にコペンハーゲンのクリスチャンスボー城に住み、デンマーク宮廷で育てられた。
1779年2月、首相アンドレアス・ペーター・ベルンシュトルフは、この「半王族」である王女をアウグステンボー公爵家の世子フレデリク・クリスチャン2世と結婚させ、デンマーク王家の2つの系統、現王家であるオレンボー家と分枝であるアウグステンボー家の結びつきをより密接にしようと考えた。これによって、王国の分裂の脅威を回避することができるだけではなく、スウェーデン王家との縁組も阻止できるからである。もっとも、後者の恐れはかなり小さかった。当時のスウェーデンには、彼女より20歳以上年長の王子しかおらず、また従弟である未来のスウェーデン王グスタフ4世アドルフが生まれた時、彼女はすでに7歳になっていたからである。
ルイーセ・アウグスタの未来の夫はデンマーク王家の血を色濃く引いており、母方の祖母、父方の祖母、父方の曾祖母はそれぞれレーヴェントロー伯爵夫人、ダンネショルド＝サムセー伯爵夫人、アーレフェルト＝ランゲラン伯爵夫人であった。彼は当時のデンマークの上流貴族の主要な家系の全てと密接なつながりがあった。
1785年春、スレースヴィ＝ホルステン＝セナーボー＝アウグステンボー公の長子、20歳のフレデリク・クリスチャン2世がコペンハーゲンを訪れた。婚約がその時に発表され、1年後の1786年3月27日に14歳のルイーセ・アウグスタはクリスチャンスボー城で結婚した。1794年の火災とアウグステンボー公フレデリク・クリスチャン1世（1721年 - 1794年）の死による所領の継承まで、2人はクリスチャンスボー城で暮らした。王女はしばしば宮廷行事の中心にいて、「デンマークのヴィーナス」と称された。1794年から2人は、夏の間はアウグステンボー公の所領であったアルス島とデンマーク王室の夏の宮殿のあるグロステンで過ごした。
2人は3人の子をもうけた。
- カロリーネ・アマーリエ（1796年9月28日 - 1881年9月3日） - デンマーク王クリスチャン8世の王妃となる。
- クリスチャン・アウグスト2世（1798年7月19日 - 1869年11月3日） - スレースヴィ＝ホルステン＝セナーボー＝アウグステンボー公。1850年代から1860年代のシュレースヴィヒ＝ホルシュタイン問題において中心人物となる。孫にドイツ皇后アウグステ・ヴィクトリアがいる。
- フレデリク・エミル・アウグスト（1800年8月23日 - 1865年2月7日） - ノアー（Noer）侯。

デンマーク王としてシュレースヴィヒ公国を支配していた兄と、シュレースヴィヒにスナボーをはじめとした所領をもつ夫とは、しばしばその領有をめぐって対立したが、ルイーセ・アウグスタはデンマーク王室の一員の立場を堅持した。また1810年、スウェーデン王カール13世の王位継承者として夫の弟であるクリスチャン・アウグスト（カール・アウグスト）が指名され、その後急死すると、夫は自らがその地位を得ようと試みた。彼女はこれを阻止すべく活発に行動し、その結果フランスの軍人ポンテコルヴォ公ジャン＝バティスト・ベルナドット（カール14世ヨハン）が選ばれた。
夫婦関係は結局破綻し、夫フレデリク・クリスチャンは子供の将来への彼女の影響を法的に制限しようと試みた。夫は1814年6月14日に亡くなり、ルイーセ・アウグスタはアウグステンボー家の遺産と子供の養育権を手に入れた。財産は1820年、長男クリスチャン・アウグストが長期の海外旅行からの帰国時に相続した。
それ以降、彼女はアルス島のアウグステンボー城で暮らした。1832年、末子フレデリク・エミル・アウグストのために、彼女は（現シュレースヴィヒ＝ホルシュタイン州）エッケルンフェルデ（Eckernförde）湾に近いデーニッシャーヴォールト（Dänischer Wohld）半島のノアーおよびグレーンヴォールト（Grönwohld）に所領地を購入した。
ルイーセ・アウグスタは1843年にアウグステンボーで死去した。当時、兄王の治世はすでに終わっており、義理の息子クリスチャン8世が即位していた。したがって彼女は、時のデンマーク王妃の母として死んだ。

## 肖像画
デンマークの画家イエンス・ユール（Jens Juel）によって2枚の肖像画が描かれている。1枚は1784年のもので、ロンドンのロイヤル・コレクションに所蔵されている。もう1枚は1787年のもので、フレデリクスボー城の美術館にある。この他にアントン・グラフ（Anton Graff）による肖像画がスナボー城（Sønderborg Slot）にある。
デンマークの作家マリア・ヘレベア（Maria Helleberg）は、ルイーセ・アウグスタの生涯を題材に“Kærlighedsbarn”（『愛の子』）と題するベストセラーとなった歴史小説を書いた。この小説は、王女の生涯を伝記的に扱ったローセンボー城での特別展に触発されて書かれた。

## 末裔
娘のカロリーネ・アマーリエには子がなく、その後のデンマーク王家にルイーセ・アウグスタの血筋は、他の子たちの子孫を通じてもつながっていない。一方で、現在在位している世界中の君主のうちではスウェーデン王カール16世グスタフ、およびスペイン王フェリペ6世が、ルイーセ・アウグスタの直系の子孫である。フェリペ6世の叔父のギリシャ王コンスタンティノス2世も存命ではあるが、すでに退位している。
- カール16世の母シビラの母方の祖母カロリーネ・マティルダが、ルイーセ・アウグスタの長男クリスチャン・アウグストの孫に当たる。
- フェリペ6世の母ソフィアおよびコンスタンティノス2世の母方の祖母ヴィクトリア・ルイーゼは、ドイツ皇帝ヴィルヘルム2世とカロリーネ・マティルダの姉アウグステ・ヴィクトリア皇后の皇女である。